# 大倉孝一
大倉 孝一（おおくら こういち、1962年9月17日 - ）は、岡山県倉敷市出身の元社会人野球選手（捕手）、アマチュア野球コーチ、倉敷ピーチジャックス監督、女子野球日本代表監督、実業家。

## 経歴
岡山県立玉島商業高等学校では3年夏の県大会準優勝、駒澤大学に進学し硬式野球部では同期に河野博文、横田真之がいて4年秋の明治神宮大会で優勝したが控えであった。
大学卒業後は、社会人野球の日本鋼管福山（後にNKK）で捕手を務める。
現役引退後は、1996年からNKKで兼任コーチとなり、専任の後2000年から駒大コーチ、2014年から環太平洋大学女子硬式野球部の監督を歴任した。
2001年に女子野球日本代表のコーチとなり、2006年に代表監督に就任し2010年に退任したが、2014年に監督に復帰した。女子野球日本代表監督として2008年、2010年、2014年、2016年にIBAF女子野球ワールドカップで世界一に導く。
監督業の他に、2010年から日本女子野球協会理事長、SEB株式会社代表取締役を務めている。
2017年シーズンから2023年シーズンまで駒澤大学硬式野球部の監督を務めた。

## 代表監督歴
- 2008年：第3回IBAF女子ワールドカップ日本代表
- 2010年：第4回IBAF女子ワールドカップ日本代表
- 2014年：第6回IBAF女子ワールドカップ日本代表[2][6]
- 2016年：第7回IBAF女子ワールドカップ日本代表